# Oasi Zegna

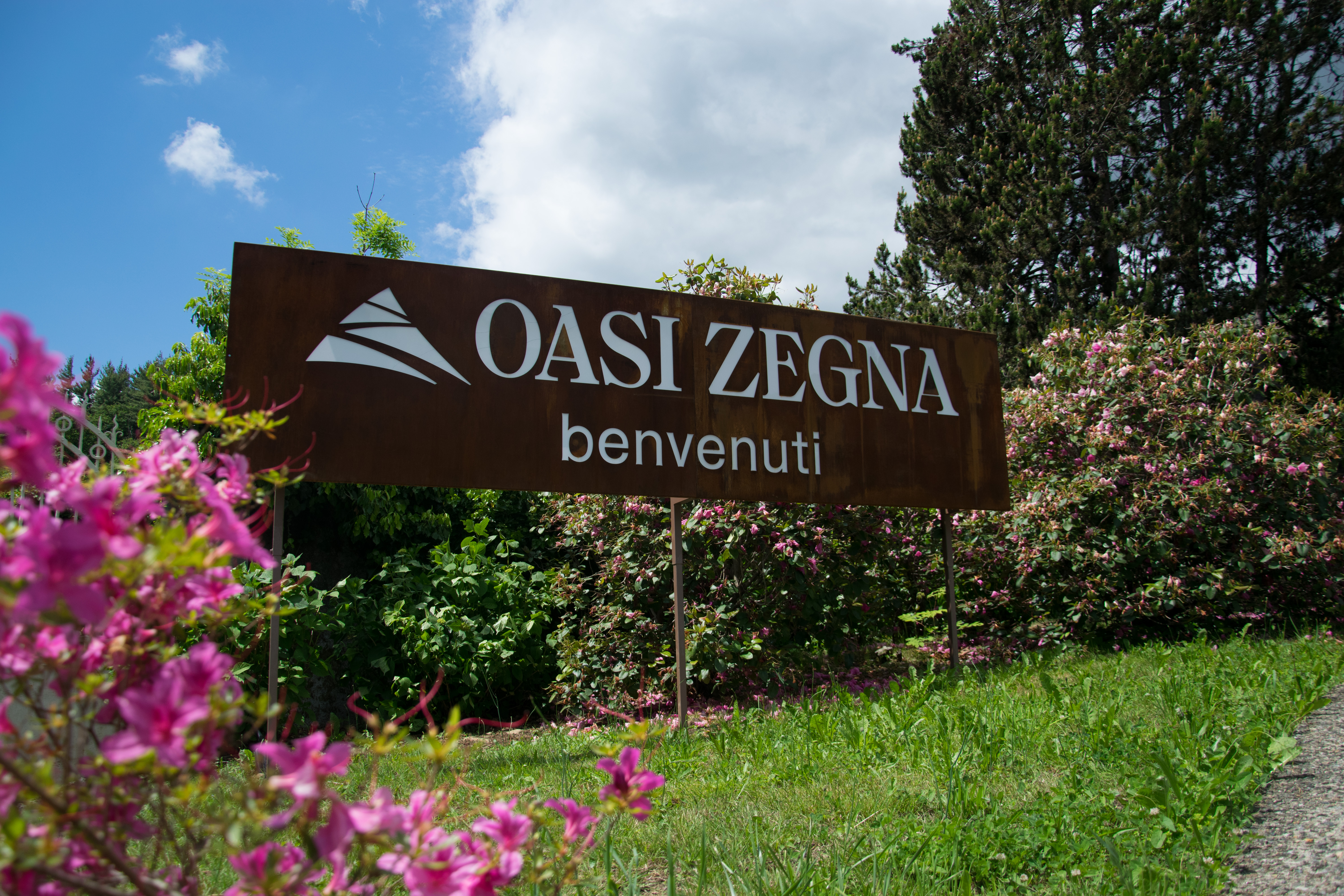

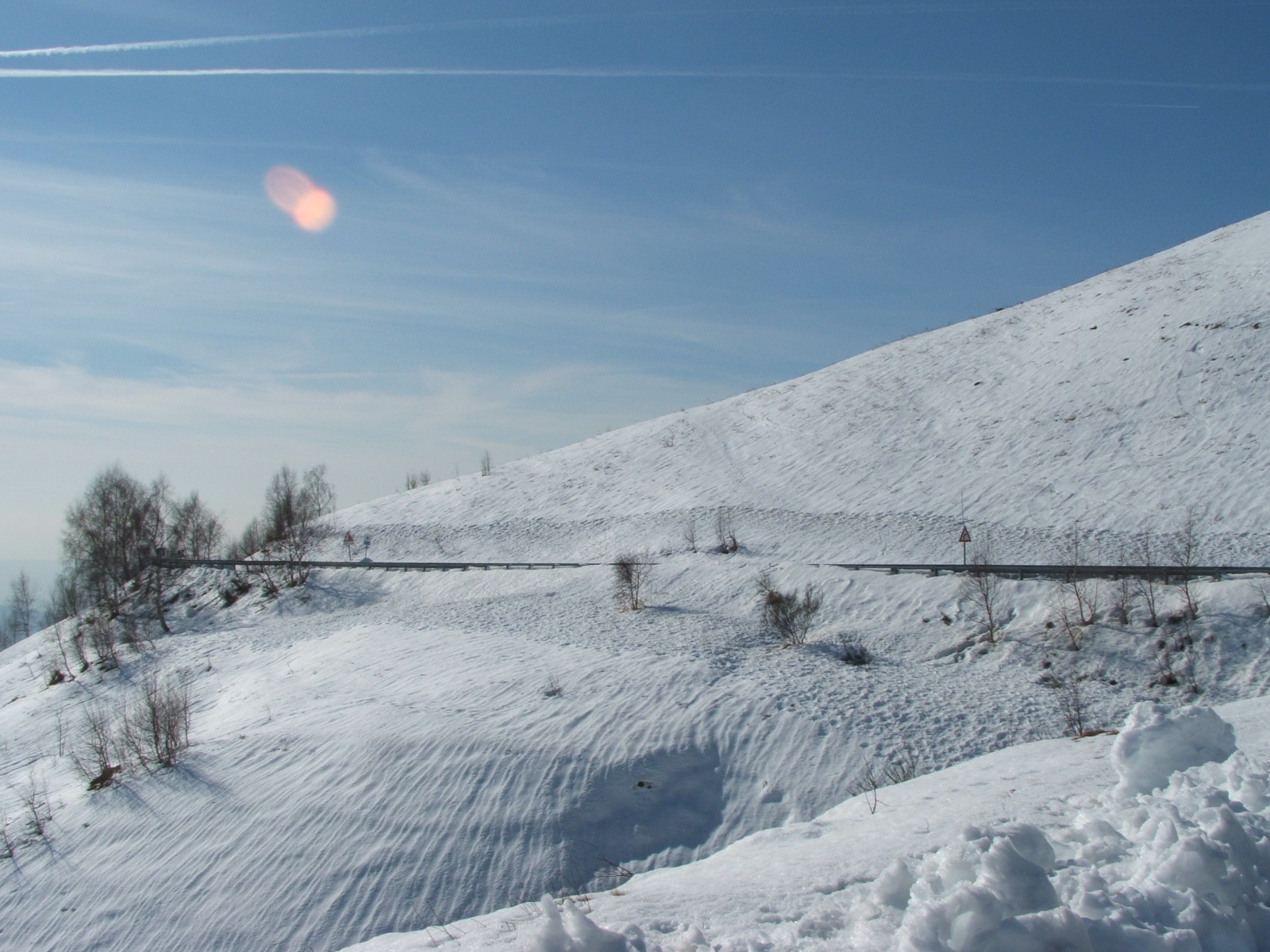
Die Panoramica Zegna im Winter

Die Oasi Zegna ist ein Naturschutzgebiet in der Provinz Biella, Piemont. Ihre Wurzeln gehen in die 1930er Jahre zurück, als der Unternehmer Ermenegildo Zegna, Gründer der Gruppe Zegna, sich nach dem Aufbau seines nach ihm benannten Unternehmens in Trivero (in den Bielleser Voralpen) damit befasste, seinem Geburtsort zu neuem Leben zu verhelfen.
Außer dem Bau von Wohnungen für die Beschäftigten und eines Zentrums für die Gesundheit, Ausbildung, den Sport und die Freizeit seiner Mitbürger umfasste das Projekt die Aufforstung der Berghänge mit 500.000 Pflanzen (Nadelbäume, Rhododendren und Hortensien) sowie den Bau einer Panoramastraße, der „Panoramica Zegna“ (die immer noch so heißt), auf der die lokale Bevölkerung und die Touristen die natürliche Bergumwelt genießen sollten.

## Laboren plein air
Ausgehend von diesem Reichtum an Ideen und konkreten Umsetzungen, traten die neuen Zegna-Generationen das hinterlassene Erbe an und riefen 1993 das Projekt Oasi Zegna ins Leben, das ein ausgedehntes Berggebiet von ca. 100 km² rund um die ersten 26 km der Panoramastraße betrifft. Als erstes italienisches Beispiel eines Umwelt-Mäzenatentums verfolgt die Oasi Zegna das Ziel, das Gebiet zu schützen und aufzuwerten und mit den Besuchern über ein innovatives, aus einem „visuellen Alphabet“ bestehendes Schildersystem zu kommunizieren, das Tiere, Pflanzen und Mineralien beschreibt, die sich in der Oase finden, und die lokale Geschichte erläutert, um so den Besuchern weiterführende Kenntnisse und ein respektvolles Verhältnis zur Natur vermitteln.
Das Projekt der Oasi Zegna als kommunizierende Umwelt hat sich auf zwei eng miteinander verbundenen Ebenen entwickelt: der direkte Kontakt mit der Natur (ökologische Sportarten und Soft Tourism) und die Förderung der Umwelterziehung dank der Aktivität des wissenschaftlichen Ausschusses der Oase, dessen Vorsitz der Verhaltensforscher Giorgio Celli bis zu seinem Tode führte, und der Zusammenarbeit u. a. mit dem Museum für Naturgeschichte in Mailand, mit dem eine Reihe von populärwissenschaftlichen Führern realisiert wurde.
Durch die besondere natürliche Gestaltung des Geländes und die beachtliche Ausstattung mit ökokompatiblen Infrastrukturen eignet sich die Oasi Zegna als Freiluftlabor und Ort, wo man das ganze Jahr hindurch einer Reihe von Freizeit- und Sportaktivitäten nachgehen kann: Wandern, Hochgebirgstrekking, Mountainbike, Reiten, Klettergarten, Abenteuerwege auf den Bäumen (Treeclimbing), Drachen steigen lassen und Wintersport – all dies unter Wahrung der Ökosysteme. Es sind zahlreiche Aufnahmestrukturen vorhanden wie Hotels, Restaurants und Agrotourismusbetriebe, die die Speisen und die Gastfreundschaft bieten, die für Gebirgstradition typisch sind.

## Der wissenschaftliche Ausschuss
Das Projekt Oasi Zegna hat sich die Umwelterziehung und die Annäherung vor allem der jungen Leute an die Natur zum Ziel gesetzt.
Die Oasi Zegna hat ein starkes internationales Engagement und kooperiert mit Organisationen und Initiativen, die im selben Geiste tätig sind. Bereits 1993 schuf die Oasi Zegna in Europa mit Alp Action eine Organisation, die Unternehmen dazu motivieren soll, sich aktiv um die Alpen zu kümmern und konkrete Projekte zur Wiederherstellung der Umwelt zu entwickeln.
Die Oasi Zegna hat außerdem Kooperationsvereinbarungen mit den Organisationen abgeschlossen, denen nachweislich die Zukunft unseres Planeten am Herzen liegt, wie TEMA, eine türkische Organisation zur Bekämpfung der Desertifikation, wie W.W.F. in China und in den USA RFA (Rain Forest Alliance), MGF (Moanalua Garden Foundation), AOC (American Ocean Campaign) und EMA (Environmental Media Association).
In Zusammenarbeit mit EMA prämierte die Oasi Zegna bekannte Persönlichkeiten aus der Welt der Unterhaltung, wie Sting und Trudi Styler, John Travolta, Ted Danson und Olivia Newton-John für ihr ökologisches Engagement. 2001 zeichnete die Oasi Zegna zusammen mit der AOC den ehemaligen US-Präsidenten Bill Clinton für seine zahlreichen Umweltschutzmaßnahmen aus, derweil sie während ihrer zehnjährigen Tätigkeit zahlreiche internationale Anerkennungen erhielt.
Ein besonderes Gewicht hat die Kooperationsbeziehung mit dem italienischen Umweltfonds FAI - Fondo Ambiente Italiano und dem Museum für Naturgeschichte in Mailand.

## Ökomuseum und andere interessante Orte
Die Oasi Zegna gehört zum Ecomuseo del Biellese (Ökomuseum der Gegend von Biella) zusammen mit den ökomusealen Zellen der verschiedenen lokalen Gemeinschaften, die die Volkskultur des Territoriums überliefern, um den Zusammenhalt und die Entwicklung zwischen den Menschen aufzuwerten. Unter diesem Aspekt setzt die von der Oasi gebildete Zelle auf die Aufrechterhaltung und Hervorhebung der Traditionen im Zusammenhang mit dem Leben in den Bergen (z. B. die Bienenzucht) und auf der Alm (wie dies konkret in Moncerchio und Margosio geschieht).
Weitere interessante Orte sind:
- Wallfahrtskirche Nostra Signora della Brughiera in der Gemeinde Trivero;
- Museumshaus, ökomuseale Zelle, deren Thema die alten Behausungen der Gegend von Biella in der Gemeinde Rosazza sind;
- Arbo-Park im Ort Riabella (Ortsteil San Paolo Cervo) mit jahrhundertealten Exemplaren von Kastanienbäumen, dem lokalen Erbe, dem auch eine Ausstellung gewidmet ist;
- Räderfabrik in der Gemeinde Pray, eines der besten Beispiele von Industriearchäologie in Italien; sie ist Teil des Ökomuseums der Gegend von Biella;
- Die Alm von Moncerchio in Bielmonte, erreichbar über die Pfade 9 und 14 der Oasi, mit der Möglichkeit, der Verarbeitung der Milch und ihrer Nebenprodukte beizuwohnen, insbesondere der Herstellung des lokalen Toma-Käses und der für die Gegend von Biella typischen Käsesorte Macagno (auch Maccagno);
- Ortsteil Bonda in der Gemeinde Mezzana Mortigliengo, wo die Vorderseiten der Häuser von zeitgenössischen Künstlern mit Fresken bemalt wurden.

## Verlegerische Tätigkeit
Von Bedeutung ist auch die verlegerische Tätigkeit, die das Leben der Oasi Zegna begleitet. Sie betrifft insbesondere die Veröffentlichung von systematischen wissenschaftlichen Studien und Forschungsarbeiten vor allem zur lokalen Biodiversität, die vor Ort durchgeführt und in einer Reihe von populärwissenschaftlichen Führern zusammengefasst werden. Es werden auch nicht die rein gastronomischen, sportlichen oder touristischen Aspekte vernachlässigt, denen Rezeptbücher, Handbücher und topographische Karten gewidmet sind.

## Das Skigebiet von Bielmonte
Zur Oasi Zegna gehört auch das Skigebiet von Bielmonte, dem wichtigsten Skiort der Provinz Biella. Die Schaffung eines Skiortes, der die Aktivität im Freien mit der Leidenschaft für das Gebirge vereint, war ein wichtiger Bestandteil des Projekts von Ermenegildo Zegna.
Das hierfür ermittelte Gebiet entsprach der damals als Alpe Marca di Piatto bekannten Lokalität. Die erste Anlage, der einsitzige Skilift zum Monte Marca, wurde im Januar 1957 eingeweiht. In den darauffolgenden Jahren entstanden verschiedene Schlepplifte, die das Skigebiet erweiterten. 1976 war Bielmonte der zweite Skiort im Piemont, der auf seinen Pisten den künstlichen Schnee einführte. 1978 wurde die Sommerrodelbahn „Rolba Run“ eingeweiht.
Heute hat Bielmonte 5 Sessellifte, 2 Schlepplifte und 1 Transportband für 14 Pisten, die sich für alle Skifahrer eignen. 2003 wurde die Beleuchtungsanlage wieder in Betrieb genommen, so dass es an einigen Tagen möglich ist, auch abends und nachts auf den Pisten „Piazzale“ und „Moncerchio-Piazzale“ Ski zu fahren. Unter den Anlagen bedient der Sessellift Monte Marca hauptsächlich die Sommerrodelbahn Rolba Run, während sie den Skifahrern hauptsächlich als Verbindung dient. Die Skifahrer haben somit 4 Skilifte und 2 Schlepplifte sowie ein Transportband für Anfänger zur Verfügung. Die Anlagen „Piazzale“ und „Montecerchio“ bilden in Wirklichkeit einen einzigen Skilift, der über die beiden Hänge des Monte Cerchio verläuft, allerdings stellen sie für die Skifahrer zwei getrennte Anlagen dar.
|  |  |  |  |